# Afroleptomydas thorni
Afroleptomydas thorni är en tvåvingeart som beskrevs av Hesse 1969. Afroleptomydas thorni ingår i släktet Afroleptomydas och familjen Mydidae. Inga underarter finns listade i Catalogue of Life.